# Station Dzierżoniów Śląski
Station Dzierżoniów Śląski is een spoorwegstation in de Poolse plaats Dzierżoniów.